# Diocesi di Osasco

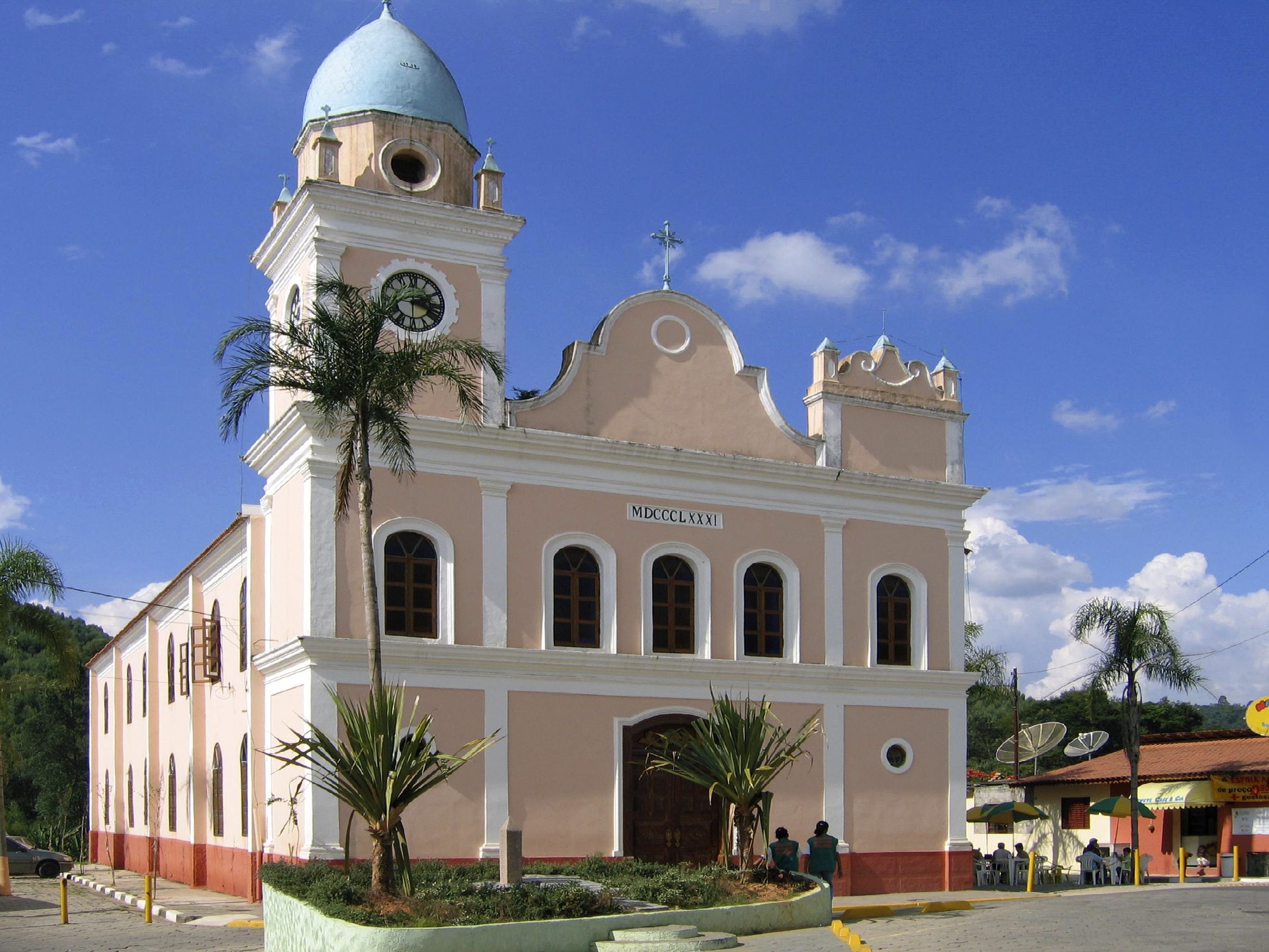
Una chiesa barocca ad Araçariguama.

La diocesi di Osasco (in latino Dioecesis Osascana) è una sede della Chiesa cattolica in Brasile suffraganea dell'arcidiocesi di San Paolo. Nel 2023 contava 2.229.000 battezzati su 2.707.964 abitanti. È retta dal vescovo João Bosco Barbosa de Sousa, O.F.M.

## Territorio
La diocesi comprende 12 comuni nella parte sud-orientale dello stato brasiliano di San Paolo: Osasco, Alumínio, Araçariguama, Barueri, Carapicuíba, Cotia, Ibiúna, Itapevi, Jandira, Mairinque, São Roque e Vargem Grande Paulista.
Sede vescovile è la città di Osasco, dove si trova la cattedrale di Sant'Antonio.
Il territorio si estende su una superficie di 2.495 km² ed è suddiviso in 90 parrocchie, raggruppate in 9 regioni pastorali: Itapevi, São José Operário, Ibiúna, Santo Antônio, Bonfim, Carapicuiba, Barueri, Cotia e São Roque.

## Storia
La diocesi è stata eretta il 15 marzo 1989 con la bolla Coram ipsimet Nos di papa Giovanni Paolo II, ricavandone il territorio dall'arcidiocesi di San Paolo. La nuova diocesi comprendeva una delle regioni episcopali in cui era suddivisa l'arcidiocesi di San Paolo, a cui fu annessa la parrocchia di Sant'Antonio, che apparteneva alla regione episcopale paulista di Lapa. Fu nominato primo vescovo Francisco Manuel Vieira, già vescovo ausiliare di San Paolo e responsabile della regione episcopale di Osasco.

## Cronotassi dei vescovi
Si omettono i periodi di sede vacante non superiori ai 2 anni o non storicamente accertati.
- Francisco Manuel Vieira † (15 marzo 1989 - 24 aprile 2002 ritirato)
- Ercílio Turco † (24 aprile 2002 - 16 aprile 2014 ritirato)
- João Bosco Barbosa de Sousa, O.F.M., dal 16 aprile 2014

## Statistiche
La diocesi nel 2023 su una popolazione di 2.707.964 persone contava 2.229.000 battezzati, corrispondenti all'82,3% del totale.
| anno | popolazione | popolazione | popolazione | presbiteri | presbiteri | presbiteri | presbiteri                | diaconi | religiosi | religiosi | parrocchie |
| anno | battezzati  | totale      | %           | numero     | secolari   | regolari   | battezzati per presbitero | diaconi | uomini    | donne     | parrocchie |
| ---- | ----------- | ----------- | ----------- | ---------- | ---------- | ---------- | ------------------------- | ------- | --------- | --------- | ---------- |
| 1990 | 1.300.000   | 1.650.000   | 78,8        | 91         | 45         | 46         | 14.285                    | 1       | 70        | 294       | 43         |
| 1999 | 1.708.000   | 2.093.000   | 81,6        | 83         | 46         | 37         | 20.578                    | 1       | 98        | 230       | 49         |
| 2000 | 1.874.346   | 2.150.000   | 87,2        | 94         | 53         | 41         | 19.939                    |         | 118       | 233       | 49         |
| 2001 | 1.895.978   | 2.143.000   | 88,5        | 95         | 54         | 41         | 19.957                    |         | 124       | 239       | 50         |
| 2002 | 2.057.136   | 2.325.155   | 88,5        | 93         | 51         | 42         | 22.119                    |         | 107       | 225       | 52         |
| 2003 | 1.575.876   | 2.077.782   | 75,8        | 89         | 51         | 38         | 17.706                    |         | 98        | 238       | 52         |
| 2004 | 1.786.420   | 2.160.175   | 82,7        | 94         | 63         | 31         | 19.004                    |         | 92        | 214       | 54         |
| 2013 | 2.067.000   | 2.510.000   | 82,4        | 127        | 86         | 41         | 16.275                    |         | 77        | 166       | 78         |
| 2016 | 2.119.000   | 2.573.000   | 82,4        | 161        | 101        | 60         | 13.161                    | 2       | 79        | 165       | 87         |
| 2019 | 2.100.520   | 2.551.550   | 82,3        | 157        | 103        | 54         | 13.379                    | 1       | 68        | 156       | 88         |
| 2021 | 2.146.740   | 2.607.758   | 82,3        | 160        | 107        | 53         | 13.417                    | 2       | 76        | 150       | 88         |
| 2023 | 2.229.000   | 2.707.964   | 82,3        | 172        | 121        | 51         | 12.959                    | 1       | 64        | 120       | 90         |